# Барбадос на Светским атлетским играма у дворани 1985.
Барбадос је учествовао на Светским атлетским играма у дворани одржаном у Паризу од 18. до 19. јануара 1985. године. Репрезентацију Барбадоса представљао је један такмичар који се такмичио у трци на 200 метара.
На овом првенству такмичар Барбадоса није освојио ниједну медаљу али је оборио лични рекорд.

## Учесници
Мушкарци:
- Дејвид Пелтиер — 200 м

## Резултати

### Мушкарци
| Атлетичар      | Дисциплина | Лични рекорд | Квалификације | Квалификације | Полуфинале | Полуфинале | Финале               | Финале       | Детаљи |
| Атлетичар      | Дисциплина | Лични рекорд | Резултат      | Место         | Резултат   | Место      | Резултат             | Место        | Детаљи |
| -------------- | ---------- | ------------ | ------------- | ------------- | ---------- | ---------- | -------------------- | ------------ | ------ |
| Дејвид Пелтиер | Скок увис  |              | 21,97 КВ      | 2. у гр. 5    | 21,82 ЛР   | 6. у гр. 1 | Није се квалификовао | 11 / 20 (21) |        |